# Luka Mkheidze
Luka Mkheidze (Tbilisi, 5 de janeiro de 1996) é um judoca francês, medalhista olímpico.

## Carreira
Chang-rim esteve nos Jogos Olímpicos de Verão de 2020 em Tóquio, onde participou do confronto de peso ligeiro, conquistando a medalha de bronze ao derrotar o sul-coreano Kim Won-jin.